# Brian Fitzpatrick (homme politique canadien)
Pour les articles homonymes, voir Brian Fitzpatrick.
Brian Fitzpatrick, né le 18 novembre 1945 à Assiniboia, Saskatchewan, est un avocat et homme politique canadien.

## Biographie
Il a été député à la Chambre des communes du Canada, représentant la circonscription saskatchewanaise de Prince Albert depuis l'élection de 2000, d'abord sous la bannière de l'Alliance canadienne, puis du Parti conservateur du Canada jusqu'en 2008.
Fitzpatrick est candidat pour la première fois lors de l'élection de 1993 dans la circonscription de Mackenzie, sous la bannière du Parti réformiste, mais il est défait. Après avoir été élu député allianciste en 2000, il se joint au Parti conservateur après la création de celui-ci à la suite de la fusion de son parti avec le Parti progressiste-conservateur.